# جيمس دبليو. براون
جيمس دبليو. براون (بالإنجليزية: James W. Brown)‏ هو سياسي أمريكي، ولد في 14 يوليو 1844 في بيتسبرغ في الولايات المتحدة، وتوفي في 23 أكتوبر 1909 في الولايات المتحدة. حزبياً، نشط في الحزب الجمهوري. وقد انتخب عضو مجلس النواب الأمريكي.